# Henk Faanhof
Hendrikus Jacobus Faanhof, detto Henk (Amsterdam, 29 agosto 1922 – Amsterdam, 27 gennaio 2015), è stato un ciclista su strada, pistard e dirigente sportivo olandese.
Professionista tra il 1950 ed il 1955, fu campione del mondo su strada tra i dilettanti nel 1949 e vinse una tappa al Tour de France.

## Carriera
Da dilettante partecipò alle olimpiadi di Londra 1948, ritirandosi nella prova su strada in linea e venendo eliminato al primo turno nell'inseguimento a squadre. Nello stesso anno fu campione nazionale nella 50 km su pista, mentre nel 1949 fu campione del mondo su strada. Nel 1950 passò professionista con la Peugeot, vincendo nel primo anno due tappe al Giro dei Paesi Bassi. Il 1951 lo vide imporsi al Grand Prix du Courrier Picard, in due tappe del Giro dei Paesi Bassi, e nella 50 km su pista ai campionati olandesi. Nel 1952 vinse un'altra tappa al Giro dei Paesi Bassi, oltre a due tappe a la Vuelta a Argentina. Nel 1954 ottenne l'ultima vittoria, nella tappa di Bordeaux del Tour de France. Partecipò a tre edizioni del Tour de France e tre campionati del mondo tra i professionisti.

## Palmarès

### Strada
- 1948 (Dilettanti, una vittoria)

2ª tappa Ronde van Brabant
- 1949 (Dilettanti, sette vittorie)

Rudersdalløbet
Amsterdam-Arnhem-Tiel-Amsterdam
1ª tappa Ronde van het IJsselmeer
2ª tappa Ronde van het IJsselmeer
Classifica generale Ronde van het IJsselmeer
Acht van Chaam dilettanti
Campionati del mondo, prova in linea individuale dilettanti
- 1950 (Peugeot, due vittorie)

6ª tappa Ronde van Nederland (Eindhoven > Rotterdam)
7ª tappa Ronde van Nederland (Rotterdam > Amsterdam)
- 1951 (Peugeot, Radium e Flino, tre vittorie)

Grand Prix du Courrier Picard
2ª tappa Ronde van Nederland (Veendam > Venlo)
5ª tappa, 2ª semitappa Ronde van Nederland (Kruiningen > Rotterdam)
- 1952 (Peugeot e Locomotief, tre vittorie)

4ª tappa, 2ª semitappa Ronde van Nederland (Geleen > Eindhoven)
5ª tappa Vuelta a Argentina
10ª tappa Vuelta a Argentina
- 1954 (Peugeot e Locomotief, una vittoria)

9ª tappa Tour de France (Angers > Bordeaux)

### Pista
- 1948

Campionati olandesi, 50 km dilettanti
- 1951

Campionati olandesi, 50 km

### Altri successi
- 1947

Criterium di Amsterdam, dilettanti
- 1950

Criterium di Lyss
Grote CPC-Prijs, Sas van Gent
- 1951

Grand Prix de Marmignolles
- 1952

Criterium di Hoensbroek
Criterium di Alphen aan den Rijn

## Piazzamenti

### Grandi giri
- Tour de France

1951: ritirato (10ª tappa)
1952: 76º
1954: 47º

### Classiche
- Milano-Sanremo

1953: 113º
- Parigi-Roubaix

1952: 79º

### Competizioni mondiali
- Campionati del mondo

Copenaghen 1949 - In linea dilettanti: vincitore
Varese 1951 - In linea: ritirato
Lussemburgo 1952 - In linea: 6º
Solingen 1954 - In linea: ritirato
- Giochi olimpici

Londra 1948 - In linea: ritirato
Londra 1948 - In linea a squadre: ritirato
Londra 1948 - Inseguimento a squadre: eliminato 1º turno